# András Adorján (Schachspieler)
András Adorján [ˈɒndraːʃ ˈɒdorjaːn] (* 31. März 1950 als András Jocha in Budapest; † 11. Mai 2023) war ein ungarischer Schachspieler.

## Leben
András Adorján änderte Ende der 1960er Jahre seinen Nachnamen in den Mädchennamen seiner Mutter. Zuvor hieß er András Jocha. Unter diesem Namen sind einige Aufzeichnungen von Jugendpartien erhalten.

## Schachkarriere

### Einzelerfolge
Adorján wurde 1969 in Stockholm Vizeweltmeister der Junioren. Im Finale unterlag er dem späteren Schachweltmeister Anatoli Karpow.
Im Jahre 1973 wurde er internationaler Großmeister und gewann die Turniere in Warna sowie Luhačovice zusammen mit Jan Smejkal. 1974 wurde er Turniersieger in Olot. Im Interzonenturnier in Riga qualifizierte sich Adorján 1979 nach einem Stichkampf-Sieg gegen Zoltán Ribli für das darauffolgende Kandidatenturnier, verlor dort aber im Viertelfinale 1980 seinen Wettkampf gegen Robert Hübner knapp mit 4,5:5,5.
Zu seinen Erfolgen zählen der Gewinn des Internationalen Turniers von Banja Luka 1983 (geteilter Erster mit Speelman und Hulak, welcher die beste Feinwertung aufwies), der ungarischen Meisterschaft 1984 und des New York Open 1987.
Nach der ungarischen Mannschaftsmeisterschaft 1999/2000 hat Adorján keine Elo-gewerteten Partien mehr gespielt, so dass seine Elo-Zahl seit Juli 2000 unverändert 2504 betrug.
Er galt als Eröffnungsspezialist, insbesondere in der Grünfeld-Indischen Verteidigung. In der Englischen Eröffnung ist eine mit den Zügen 1. c4 g6 2. e4 e5 beginnende Variante nach ihm benannt. Im Gegensatz zu vielen anderen Großmeistern war Adorján davon überzeugt, dass es keinen Nachteil bedeutet, mit den schwarzen Steinen zu spielen. Er veröffentlichte zu diesem Thema einige Bücher.
Als Trainer betreute er unter anderem Garri Kasparow und Péter Lékó. Für Kasparow arbeitete er in Vorbereitung auf die Schachweltmeisterschaft 1985 zahlreiche Analysen zu Gambits aus, von denen Kasparow eine Variante in der 16. Partie anwandte.

### Mannschaftsschach

#### Nationalmannschaft
András Adorján wurde von den 1970er Jahren bis in die 1990er Jahre regelmäßig in die ungarische Nationalmannschaft berufen. Mit ihr nahm er an den Schacholympiaden 1978 (die Ungarn gewann) und von 1984 bis 1992 teil, an den Mannschaftsweltmeisterschaften 1985 (bei der Ungarn den zweiten Platz erreichte) und 1989 und an den Mannschaftseuropameisterschaften 1970, 1973, 1977, 1980, 1983 und 1992. Er erreichte dabei mit Ungarn drei zweite und zwei dritte Plätze und war 1983 bester Einzelspieler am fünften Brett.

#### Vereinsschach
In Ungarn spielte Adorján früher für den MTK Budapest FC, mit dem er am European Club Cup 1979 teilnahm, in der Saison 1999/2000 beim Mat(t)ador SC. In der deutschen Schachbundesliga spielte er von 1988 bis 1990 am Spitzenbrett der SG Heidelberg-Kirchheim.

## Literarisches Schaffen
Nach seiner Schachkarriere schrieb András Adorján Gedichte sowie Texte für die Rockoper Aki Magyar (ungarisch: Wer ist ein Ungar?) über die brutale Niederschlagung des Ungarischen Volksaufstandes durch sowjetische Truppen 1956.

## Schriften
- Grünfeld-Indische Verteidigung – richtig gespielt (mit Jenő Döry). T. Beyer, Hollfeld 1989, ISBN 3-89168-009-0.
- Black is OK. Batsford Ltd, London 1988, ISBN 3-8044-1353-6, (deutsche Übersetzung Black ist OK. T. Beyer, Hollfeld 1990, ISBN 3-8044-1353-6).
- Quo vadis, Garry? András Adorján analysiert Kasparows Weg. Schachverlag Dreier, Mannheim 1990, ISBN 3-9802574-0-1.
- Schwarz ist Super … in Sizilianisch Sweschnikow (mit Tamás Horváth). Black is OK Books, Budapest (?) 1993, ISBN 963-04-2653-6.
- Black is still OK. Batsford Ltd, London 2004, ISBN 0-7134-8870-0.
- Black is OK forever. Batsford Ltd, London 2005, ISBN 0-7134-8942-1.
- Black is back! What´s White´s Advantage Anyway? New in Chess, Alkmaar 2016, ISBN 978-9-056-91661-9.